# Robert Todd Lincoln
Robert Todd Lincoln (ur. 1 sierpnia 1843, zm. 26 lipca 1926) – amerykański polityk i prawnik.
Wziął udział w wojnie secesyjnej po stronie armii Unii. W 1867 rozpoczął pracę adwokata w Chicago. Sprawował funkcję sekretarza wojny (1881–1885) z ramienia Partii Republikańskiej, a następnie ambasadora w Wielkiej Brytanii (1889–1893). W latach 1897–1911 był prezesem firmy Pullman Company.
Jego rodzicami byli Abraham Lincoln (prezydent Stanów Zjednoczonych) i Mary Todd Lincoln. W ekranizacjach dotyczących Abrahama Lincolna w jego rolę wcielili się m.in. Joseph Gordon-Levitt (Lincoln, 2012, reż. Steven Spielberg) oraz Wil Wheaton (Dzień, w którym zastrzelono Lincolna, 1998, reż. John Gray).
Na jego cześć nazwano Morze Lincolna.